# Bernardino de Meneses y Bracamonte
Bernardino de Meneses y Bracamonte (c. 1625 - 30 de enero de 1656) fue un noble español. Bajo el título nobiliario de I Conde de Peñalva; título concedido el 1 de enero de 1632, y gobernador de la Isla de Santo Domingo. Tuvo una notable participación en el asedio de Santo Domingo de 1655.

## Vida
Bernardino de Meneses y Bracamonte nació en la ciudad de Talavera de la Reina, municipio de la provincia de Toledo hacia 1625. Fue nombrado gobernador y capitán general de La Española y presidente de la Real Audiencia de Santo Domingo el 20 de junio de 1654 por Felipe IV.
El 4 de mayo de 1655 desembarcó en la ciudad de Santo Domingo, al mando de una expedición para detener la invasión inglesa capitaneada por el almirante William Penn y el general Robert Venables. Bernardino Meneses llegó a Santo Domingo para sustituir al capitán general interino Juan Francisco Montemayor y Córdova de Cuenca (1618-1685) quien hasta ese momento había resistido con éxito la invasión. El nuevo gobernador, Bernardino de Meneses, consiguió derrotar decisivamente a los ingleses en el Asedio de Santo Domingo (1655), quienes tras su derrota en La Española, se dirigieron a Jamaica, isla que lograron conquistar. El  30 de enero de 1656 fue trasladado a la Real Audiencia de La Plata de los Charcas como su presidente, muriendo en el camino.

## Legado
El conde de Peñalva se encargó del reforzamiento de la muralla que protegía la ciudad de Santo Domingo. Hoy día, la Calle El Conde en Santo Domingo, República Dominicana, se llama así en su homenaje. La puerta principal de la muralla que rodea la antigua ciudad colonial lleva el nombre de Puerta del Conde también en su honor.

## Descendencia
Refiere Rubio Mañé en la misma obra citada:

"Probablemente fueron nietos suyos (de Bernardino de Meneses Bracamonte) los que con el mismo título de conde de Peñalva figuraron en Nueva España en la primera mitad del siglo XVIII. El 3 de noviembre de 1695 casó en México don Bernardino de Meneses Monroy y Mendoza con doña María Calderón Salgado y Castilla. Cerca de seis años después su hermano don Pedro, el 29 de marzo de 1701 con doña Josefa Gallo de Escalada. De don Pedro consta que era natural de Segovia, España hijo de don Gaspar Rodríguez de Monroy y de la condesa de Peñalva, doña Juana Lorenza de Bracamonte, quizá hija de don Bernardino, el gobernador y capitán general de la Isla Española..."

Don Bernardino de Meneses Monroy y Mendoza, también conde de Peñalva, murió en Monterrey (hoy estado de Nuevo León), en 1731, siendo gobernador y capitán general del Nuevo Reino de León, perteneciente al Virreinato de la Nueva España. Había sido alcalde de la Ciudad de México. Después de su muerte, figura en México como conde de Peñalva, su hermano don Pedro.

## Nota de caución
Y también el historiador Rubio Mañé dice, a manera de señalamiento, en su libro sobre el virreinato de la Nueva España:

"No debe confundirse este título de conde de Peñalva, concedido el 1 de enero de 1632 a don Bernardino de Meneses Bracamonte y Zapata, con el de (Conde de) Marcel de Peñalva concedido el 14 de diciembre de 1648 (por el propio Felipe IV) a don García de Valdés y Osorio, gobernador y capitán general de Yucatán pocos años después".